# 南相馬インターチェンジ
南相馬インターチェンジ（みなみそうまインターチェンジ）は、福島県南相馬市原町区深野にある、常磐自動車道のインターチェンジ (IC)。

## 解説
JR原ノ町駅から約6 km西側に位置する。南相馬市原町区のほか、川俣町への最寄りICでもある。
当初は2011年（平成23年）度に当ICを含む常磐富岡IC - 相馬IC間の開通を目指していたが、同年3月11日の東日本大震災および福島第一原子力発電所事故の影響で建設中断となった。その後、同年6月に当IC - 相馬IC間を先行的に部分開通させることが決定し、当初の予定通り2012年（平成24年）4月8日に開通した。常磐富岡IC - 当IC間については、福島第一原発事故の帰還困難区域（事故発生当初は警戒区域）となっており、開通の目途が立っていなかったが、同年8月31日に浪江IC - 当IC間を2014年度の開通を目標に建設を行うことが発表され、2014年12月6日に同区間が開通した。
当初は、建設中の仮称として「原町インターチェンジ」（はらまちインターチェンジ）という名称が使用されていたが、南相馬市による名称の意見募集や土地利用計画案のほか、NEXCO東日本の開通予定区間一覧では「南相馬インターチェンジ」の名称が使用されるようになり、2012年3月9日に開通日時の発表と同時に南相馬ICで正式決定した。

## 歴史
- 1998年（平成10年）4月：常磐富岡IC - 相馬IC間に施工命令が出される[5]。
- 2012年（平成24年）4月8日：当IC - 相馬IC間開通に伴い、全車無料で供用開始[1]。
- 2014年（平成26年）12月6日：浪江IC - 当IC間開通[6]。同時に、当IC - 相馬IC間が有料化[7]。

## 周辺
- 南相馬市役所
- JR東日本 常磐線 原ノ町駅
- 南相馬市馬事公苑
- 福島県立原町高等学校
- 雲雀ヶ原祭場地（相馬野馬追会場）
- 東ヶ丘公園
- 陸上競技場
- 馬場温泉
- 南相馬バスターミナル

## 道路
- E6 常磐自動車道（22番）

## 接続する道路
- 直接接続
  - 福島県道12号原町川俣線

## 料金所
料金所は終日無人で、一般レーンを利用する場合は自動精算機にて精算することとなる。
- ブース数：4

### 入口
- ブース数：2
  - ETC専用：1
  - 一般：1

### 出口
- ブース数：2
  - ETC専用：1
  - 一般：1

## 隣
E6 常磐自動車道
(21) 浪江IC - 小高SIC（事業中） - (22) 南相馬IC - (22-1) 南相馬鹿島SA/SIC - (23) 相馬IC/JCT